# Nakanoto (Ishikawa)
Nakanoto (中能登町 Nakanoto-machi?) es un pueblo localizado en la prefectura de Ishikawa, Japón. En octubre de 2019 tenía una población estimada de 16.705 habitantes y una densidad de población de 187 personas por km². Su área total es de 89,45 km².

## Geografía

### Localidades circundantes
- Prefectura de Ishikawa
  - Hakui
  - Nanao
  - Shika
- Prefectura de Toyama
  - Himi

## Demografía
Según los datos del censo japonés, esta es la población de Nakanoto en los últimos años.
| 1995   | 2000   | 2005   | 2010   | 2015   |
| ------ | ------ | ------ | ------ | ------ |
| 19.716 | 19.149 | 18.959 | 18.535 | 17.571 |